# بخش سرو گوردو، مینه سوتا
بخش سرو گوردو (به انگلیسی: Cerro Gordo Township) یک منطقهٔ مسکونی در ایالات متحده آمریکا است که در Lac qui Parle County واقع شده‌است.
 بخش سرو گوردو ۹۲٫۹ کیلومتر مربع مساحت و ۲۵۶ نفر جمعیت دارد و ۳۱۱ متر بالاتر از سطح دریا واقع شده‌است.